# Cave canem (novela)
Cave canem es una novela de misterio histórico escrita por Danila Comastri Montanari y publicada en 1993 por la editorial Mondadori. Ambientada en la antigua Roma, como otros trabajos de Montanari, tiene como protagonista al senador Publio Aurelio Stazio.

## Trama
Paolina, una mujer que quiere vengar su amor por Marco Fabrizio, el general al que amaba y del que tuvo que separarse por los caprichos de Gneo Plauzio, un rico pescadero. En efecto, Paolina logrará matar fríamente a su oponente para salvar a su hijo y esperará pacientemente la resolución del conflicto. La heroína sabe saborear una venganza para favorecer al hijo ilegítimo como único heredero.
Será Publio Aurelio el que conozca la verdad, aunque decide ocultarla, o mejor dicho, no revelarla, porque comprende los sentimientos de Paolina.
Todo el relato es contado con grandes dosis de ironía por Castore, el fiel pero polémico servidor de Publio Aurelio, que lo ayuda en la investigación y le proporciona la información recopilada, y en ocasiones lo extorsiona a través de chismes. 

## Personajes
- Publio Aurelio Stazio: senador romano protagonista de la serie.
- Castore: secretario de Aurelio.
- Pomponia: amiga de Aurelio.
- Gneo Plauzio: un rico de orígenes plebeyos que se ha hecho rico con el comercio de las pescaderías a orillas del lago Averno.
- Paolina: segunda esposa de Gneo.
- Plauzio Ático: primogénito de Gneo.
- Elena: esposa de Plauzio Ático.
- Nevia: hija del primer matrimonio de Elena.
- Plauzio Segundo: segundogénito de Gneo.
- Terzia Plautilla: tercera hija de Gneo.
- Lucio Fabrizio: hija del primer matrimonio de Paolina.
- Silvio: criado liberto de los Plauzio.
- Demetrio: piscicultor.
- Pallas: pintor.
- Xenia: ancella.

## Ediciones
- Danila Comastri Montanari (1993). Cave Canem (collana Il Giallo Mondadori edición). Mondadori. p. 283. ISBN 88-7851-030-0.

- Danila Comastri Montanari (28 luglio 2017). Cave Canem (Oscar Gialli edición). Mondadori. p. 201. ISBN 978-88-0468-033-8.